# Verduno Pelaverga
Il Verduno Pelaverga è un vino rosso DOC ottenuto dal vitigno Pelaverga "Piccolo", la cui produzione è consentita nei comuni di Verduno, La Morra e Roddi d'Alba, in provincia di Cuneo, Piemonte.

## Caratteristiche organolettiche
- colore: rosso rubino più o meno carico con riflessi cerasuoli o violetti
- odore: intenso, fragrante, fruttato, con caratterizzazione speziata
- sapore: secco, fresco, caratteristicamente vellutato e armonico

## Abbinamenti consigliati
Si sposa molto bene con i primi piatti conditi con sughi di carne, con le braciole di vitello alla griglia o con gli sformati di verdura accompagnati dalla classica fonduta di formaggio, con piatti di selvaggina, in particolar modo al brasato, alla carne della lepre, ai piatti a base di tartufo.

## Produzione
Provincia, stagione, volume in ettolitri
- Cuneo (1995/96) 295,0
- Cuneo (1996/97) 399,25